# ノックスビル (哨戒フリゲート)
|          | |
| 艦歴     | |
| 発注     | |
| 起工     | 1943年4月15日                                                                                                   |
| 進水     | 1943年7月10日                                                                                                   |
| 就役     | 1944年4月29日                                                                                                   |
| 退役     | 1946年6月13日                                                                                                   |
| その後   | 1947年9月22日にドミニカ共和国に売却                                                                             |
| 除籍     | |
| 要目     | |
| 排水量   | 基準 1,430トン 満載 2,415トン                                                                                   |
| 全長     | 303 ft 11 in (92.6 m)                                                                                           |
| 全幅     | 37 ft 6 in (11.4 m)                                                                                             |
| 吃水     | 13 ft 8 in (4.1 m)                                                                                              |
| 機関     | ボイラー3基 5,500軸馬力 タービン2基 2軸推進                                                                     |
| 最大速力 | 20ノット (37 km/h)                                                                                              |
| 航続距離 | |
| 乗員     | 190名 |
| 兵装     | 3インチ50口径対空砲3門 40mm機関砲 4門 20mm機関砲 9門 ヘッジホッグ 1基 対潜爆雷投射機（Y砲）8基 爆雷投下軌条 2条 |

ノックスビル (USS Knoxville, PF-64) は、アメリカ海軍の哨戒フリゲート。タコマ級フリゲートの1隻。艦名はテネシー州ノックスビルに因む。

## 艦歴
ノックスビルは海事委任契約の下1943年4月15日にウィスコンシン州スタージョン・ベイのリーサーン・D・スミス・シップビルディング社で起工した。1943年7月10日にセシリア・ダニエルによって命名、進水し、1944年4月29日に艦長G・R・レイノルズ沿岸警備隊少佐の指揮下就役した。
バミューダ沖での整調後、ノックスビルは11月16日にバージニア州ノーフォークに到着、短期の訓練艦任務に就く。12月11日にノーフォークを出航し、北アフリカに向かう UGS 63 船団を護衛、12月28日にアルジェリアのオランに到着した。帰路ノックスビルはジブラルタル海峡で当時連合軍艦艇を苦しめていたUボートの探索を行い、ボストンには1945年1月20日に到着した。
1945年初頭の数ヶ月間、ノックスビルは敵潜水艦の出没する大西洋において船団護衛任務に従事し、しばしば対潜哨戒任務のため派遣された。アゾレス諸島への最後の航海の後、ノックスビルは6月1日にフィラデルフィアに到着、気象観測艦としての改修が行われた。
ノックスビルは6月17日にフィラデルフィアを出航し、2週間後にニューファンドランド島沖で航空海上救難任務および気象ステーション任務に就いた。10ヶ月間任務に従事し、西大西洋での航空作戦支援および海上運行のための気象観測を行う。任務を完了するとノックスビルはサウスカロライナ州チャールストンに帰還し、同地で1946年6月13日に退役、1947年9月22日にドミニカ共和国へ売却された。
ノックスビルはドミニカ海軍でカピタン・ヘネラル・サンタナ (Capitan General Santana, F-104) として就役した。その後1979年にスクラップとして廃棄された。